# Эрика (певица)
Э́рика (настоящее имя Erika De Bonis; род. 5 февраля 1984, Латина, область Лацио, Италия) — итальянская певица.
Её продюсеры — «Magic Box»: DJ Ross (it:Dj Ross) и Gian Luca Mensi.
В 2002 и 2006 годах её клипы часто транслировались в России и, в частности, на MTV и Муз-ТВ, а песни транслировались на российских радиостанциях.
Наиболее популярными стали видеоклипы на песни «I Don’t Know» и «Right or Wrong».

## Биография
Первую песню («Relations») Эрика написала в 16 лет вместе со своим братом. Она поднялась на вершины рейтингов во многих странах.
Одна из наиболее известных её песен «I Don’t know» написана на английском в 2003 году.
Итальянские режиссёры неоднократно приглашали Эрику сниматься в кинофильмах, но она не согласилась.

## Дискография

### Синглы
- 2001 - Relations
- 2001 - Save My Heart
- 2002 - Ditto
- 2002 - You Make Me Feel Good/Relations
- 2003 - I Don't Know
- 2003 - I Don't Know (C.Y.T.remix)
- 2004 - Right or Wrong
- 2015 - I Think About You
- 2015 - See the Whole World Change
- 2019 - Dj Jump feat. Erika - Second Of June
- 2020 - Crazy For You
- 2020 - Feelings
- 2023 - DJ Ross X Erika - Who I Wanna Be